# ریدر کوامن
ریدر کوامن (نروژی: Reidar Kvammen; ۲۳ ژوئیهٔ ۱۹۱۴ – ۲۷ اکتبر ۱۹۹۸) بازیکن و مربی فوتبال اهل نروژ بود.
از باشگاه‌هایی که در آن بازی کرده‌است می‌توان به باشگاه فوتبال وایکینگ اشاره کرد.
وی همچنین در تیم ملی فوتبال نروژ بازی کرده‌است.